# Metmyoglobin
Metmyoglobin (MbFe(III)) ist die oxidierte Form des sauerstofftragenden Proteins Myoglobin (MbFe(II)). Es entsteht durch Autoxidation im Körper von Wirbeltieren. Metmyoglobin ist die Ursache der charakteristischen braun-grauen Verfärbungen von totem Fleisch, die bei der Lagerung auftreten. Bei der Oxidation ändert sich das Eisen(II)- zu einem Eisen(III)-Ion.

## Physiologie
Im Körper besteht ein Gleichgewicht zwischen den Fe(II)- und Fe(III)-Formen des Myoglobins, so dass ein konstanter Anteil von zwei bis drei Prozent des Gesamtmyoglobin aus MbFe(III) besteht (Gleiches gilt für Hämoglobin/Methämoglobin). Außerdem kann Metmyoglobin durch Reaktion mit Wasserstoffperoxid (H2O2) zu Perferrylmyoglobin aktiviert werden, einem angeregten Zustand, der schnell zu Ferrylmyoglobin MbFe(IV)=O zerfällt, in dem Eisen die Koordinationszahl 4 besitzt.

## Lebensmittelchemie
In totem Muskelgewebe steigt die Konzentration des Metmyoglobins, wenn in der Verpackung ein Sauerstoffmangel vorliegt (z. B. wenn Fleischstücke aufeinander liegen). Der normale Prozess, Metmyoglobin über die Poren abzubauen wird so blockiert und das im Fleisch enthaltene Eisen verfärbt sich (oxidiert).
Bei Farbstabilisierung in der Fleischtechnologie entstehen durch Zugabe von Nitrit Metmyoglobin und Nitrosyl.
{\displaystyle \mathrm {Mb+NO_{2}^{-}\longrightarrow MMb^{+}+NO} }
Zusammen bilden beide stabile Komplexe leuchtend roter Farbe (Nitrosylmyoglobin und Nitrosylmetmyoglobin). Der Vorgang wird Umrötung genannt.